# Julia Serda
Julia Serda (6 de abril de 1875 - 3 de noviembre de 1965) fue una actriz cinematográfica austriaca.

## Biografía
Nacida en Viena, Austria, Julia Serda recibió clases de canto de Pauline Lucca y estudió interpretación en el Konservatorium Wien. Inició su carrera de actriz teatral en 1895 en Breslavia, trabajando tres años en Königsberg.
En 1899 actuó en la Ópera Semper de Dresde, en 1902 trabajó por vez primera en Berlín, y en 1907 tuvo su primera actuación en el Burgtheater de Viena. Entre 1908 y 1914 trabajó en el Meinhard-Bernauer-Bühnen de Berlín, y desde 1914 a 1921 en el Deutsches Schauspielhaus de Hamburgo.
Julia Serda actuaba como actriz de carácter en obras como Die Jüdin von Toledo, Salomé (de Oscar Wilde), Johannisfeuer (de Hermann Sudermann), Kabale und Liebe (de Friedrich Schiller ), o La conjuración de Fiesco (de Schiller). Más adelante ya hizo primeros papeles, en obras representadas en teatros de Berlín y Viena.
A partir de 1920 empezó también a actuar en el cine mudo. Sin embargo, aunque actuó en numerosas producciones, sus papeles fueron habitualmente como actriz de carácter y de escasa duración.
Julia Serda estuvo casada desde 1911 con el actor Hans Junkermann, que pasó a ser el padrastro de su hija, la también actriz Charlotte Serda (1910-1965), nacida de una relación extramatrimonial mantenida con el fabricante del producto farmacéutico Odol, Karl August Lingner. 
Tras fallecer su marido en 1943, Julia Serda vivió retirada en Dresde, ciudad en la que falleció en 1965.

## Filmografía
- 1920: Putschliesel
- 1920: Eines großen Mannes Liebe
- 1921: Das goldene Netz
- 1921: Die kleine Dagmar
- 1921: Die verbotene Frucht
- 1921: Lady Hamilton
- 1920: Whitechapel. Eine Kette von Perlen und Abenteuern
- 1921: Das Geheimnis der Mumie
- 1922: Wem nie durch Liebe Leid geschah
- 1922: Lola Montez, die Tänzerin des Königs
- 1922: Die Geliebte des Königs
- 1922: Tabea, stehe auf!
- 1922: Der Taugenichts
- 1923: Graf Cohn
- 1923: Nanon
- 1923: Königin Karoline von England
- 1923: Fridericus Rex
- 1924: Die Kleine aus der Konfektion
- 1924: Die Herrin von Monbijou
- 1924: Königsliebchen
- 1924: Die Waise von Capri
- 1925: Die Anne-Liese von Dessau
- 1925: Das Geheimnis der alten Mamsell
- 1925: Die vom anderen Ufer
- 1926: Das graue Haus
- 1926: Der Juxbaron
- 1926: Maria, die Geschichte eines Herzens
- 1926: Menschen untereinander
- 1926: Prinzessin Trulala
- 1926: Der Prinz und die Tänzerin
- 1926: Der Soldat der Marie
- 1926: Zopf und Schwert
- 1927: Die Ausgestoßenen
- 1927: Es zogen drei Burschen
- 1927: Eine Dubarry von heute
- 1927: Die tolle Lola
- 1927: Das Heiratsnest
- 1927: Ein Mädel aus dem Volke
- 1927: Die Pflicht zu schweigen
- 1927: Das Frauenhaus von Rio
- 1928: Der lebende Leichnam
- 1928: Der Mann mit dem Laubfrosch
- 1928: Der alte Fritz
- 1928: Der Faschingsprinz
- 1929: Atlantik
- 1929: Das verschwundene Testament
- 1930: Der Detektiv des Kaisers
- 1930: Liebeswalzer
- 1930: Olympia
- 1930: Zapfenstreich am Rhein
- 1931: Solang' noch ein Walzer von Strauß erklingt
- 1931: Mordprozeß Mary Dugan
- 1931: Mamsell Nitouche
- 1931: Der Storch streikt / Siegfried der Matrose
- 1931: Der Herr Bürovorsteher
- 1932: Was wissen denn Männer
- 1932: Liebe in Uniform
- 1933: Traum von Schönbrunn
- 1933: Heimat am Rhein
- 1933: Die kleine Schwindlerin
- 1934: Lottchens Geburtstag
- 1934: Abschiedswalzer
- 1934: Maskerade
- 1934: Heinz im Mond
- 1935: Mein Leben für Maria Isabell
- 1935: Regine
- 1935: Endstation
- 1935: Die Katz' im Sack
- 1935: Alles weg'n dem Hund
- 1935: Mach' mich glücklich
- 1935: Liebesleute
- 1936: Eine Frau ohne Bedeutung
- 1936: Drei Mäderl um Schubert
- 1936: Allotria
- 1936: Dahinten in der Heide
- 1937: Signal in der Nacht
- 1937: Sein letztes Modell
- 1937: Monika
- 1937: La Habanera
- 1938: Der unmögliche Herr Pitt
- 1938: Eine Frau kommt in die Tropen
- 1938: Rätsel um Beate
- 1939: Menschen vom Varieté
- 1939: Ein hoffnungsloser Fall
- 1939: Opernball
- 1939: Wer küßt Madeleine
- 1939: Wenn Männer verreisen
- 1939: Liebe streng verboten
- 1940: Rosen in Tirol
- 1940: Der Herr im Haus
- 1940: Weltrekord im Seitensprung
- 1941: Der Weg ins Freie
- 1941: Clarissa
- 1942: Die goldene Stadt
- 1942: Mit den Augen einer Frau
- 1942: Die große Liebe
- 1942: Symphonie eines Lebens
- 1944: Musik in Salzburg